# Ari Freyr Skúlason
Ari Freyr Skúlason (* 14. května 1987, Reykjavík) je bývalý islandský fotbalový záložník či obránce.

## Klubová kariéra
- Valur (mládež)
- SC Heerenveen (mládež)
- Valur 2006
- BK Häcken 2006–2007
- GIF Sundsvall 2008–2013
- Odense BK 2013–2016
- KSC Lokeren 2016–2019
- KV Oostende 2019–2021
- IFK Norrköping 2021–2023
- IF Sylvia 2024

## Reprezentační kariéra
Ari Freyr hrál za islandské mládežnické reprezentační výběry U17, U19 a U21.
V A-mužstvu Islandu debutoval 10. 11. 2009 v přátelském utkání v Teheránu proti reprezentaci Íránu (prohra Islandu 0:1). Zúčastnil se kvalifikace na EURO 2016 ve Francii, z níž se islandský národní tým poprvé v historii probojoval na evropský šampionát.
Dvojice trenérů islandského národního týmu Lars Lagerbäck a Heimir Hallgrímsson jej zařadila do závěrečné 23členné nominace na EURO 2016 ve Francii. Na evropském šampionátu se islandské mužstvo probojovalo až do čtvrtfinále, kde podlehlo Francii 2:5 a na turnaji skončilo.